# I natt – eller aldrig
I natt – eller aldrig är en svensk komedifilm från 1941 i regi av Gustaf Molander. I huvudrollerna ses Åke Söderblom, Thor Modéen och Sickan Carlsson. 

## Handling
En känd deckarförfattare tar tillsammans med sin assistent in på fjällhotell under falskt namn, vilket leder till förvecklingar.

## Om filmen
Filmen hade premiär den 4 juni 1941 på biograf Spegeln vid Birger Jarlsgatan i Stockholm. Den har visats vid ett flertal tillfällen i SVT.

## Rollista i urval
- Åke Söderblom – Bing Hardwick, deckarförfattare
- Thor Modéen – John Sjölin, assistent
- Sickan Carlsson – Margit Holm
- Barbro Kollberg – Eva Hedman
- Håkan Westergren – advokat Bertil Hallgren
- Tollie Zellman – baronessan Rigolescu
- Erik "Bullen" Berglund – Ekberg
- Eric Abrahamsson – portier
- Hugo Björne – överste Werner
- Erik A. Petschler – Berglind
- Margit Andelius – Viola Berg
- Eivor Engelbrektsson – fröken Lisa